# Impasse de la Caravelle
L'impasse de la Caravelle (en occitan : androna de la Caravèla) et l'esplanade Claude-Nougaro (en occitan : esplanada Claudi Nougaro) sont deux voies de Toulouse, chef-lieu de la région Occitanie, dans le Midi de la France.

## Situation et accès

### Description
L'impasse de la Caravelle et l'esplanade Claude-Nougaro sont deux voies publiques. Elles se trouvent dans le quartier de Jolimont.
L'impasse de la Caravelle correspond à une partie de l'ancien chemin vicinal no 77, qui allait du chemin de Périole (actuelle rue de Périole) au chemin des Argoulets en franchissant la colline du Calvinet (actuelles rue Bernard-Ortet, rue des Redoutes, impasse de la Caravelle, rue Benjamin-Baillaud, passage Louis-Plana et rue Arthur-Legoust).
La chaussée compte une seule voie de circulation à double-sens. Elle appartient à une zone de rencontre et la vitesse y est limitée à 20 km/h. Il n'existe ni bande, ni piste cyclable.

### Voies rencontrées
L'impasse de la Caravelle rencontre les voies suivantes, dans l'ordre des numéros croissants (« g » indique que la rue se situe à gauche, « d » à droite) :
1. Rue de la Caravelle
2. Esplanade Claude-Nougaro
3. Avenue du Commandant-Taillandier (g)
4. Esplanade Jean-Cassou (d)

## Odonymie

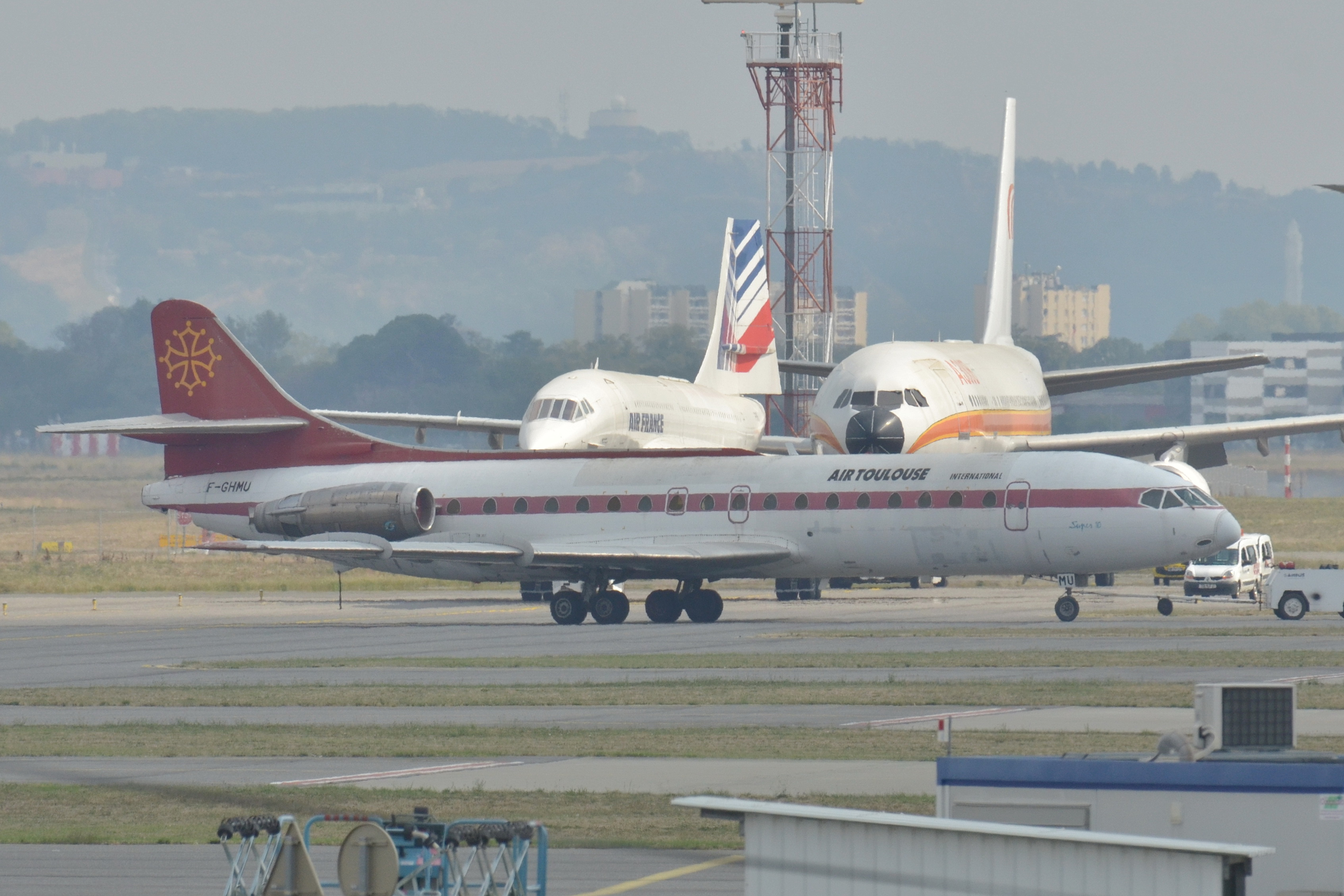
Un Sud-Aviation SE 210 Caravelle d'Air Toulouse en 2012.

L'impasse de la Caravelle tient son nom du Sud-Aviation SE 210, un avion de ligne biréacteur produit entre 1958 et 1973 par Sud-Aviation, devenu Aérospatiale en 1970. Il lui a été donné par décision du conseil municipal, le 29 septembre 1987. 
Aux XVIIe et XVIIIe siècles, l'impasse de la Caravelle est une partie du chemin de la Font-Servi : ce nom lui vient d'une source naturelle (font, « source » en occitan), qui s'écoulait, depuis le sommet de la colline du Calvinet, jusque dans la plaine de l'Hers. À partir de 1824, on lui trouve plutôt le nom de chemin des Redoutes, à cause des redoutes fortifiées qui couronnaient la colline. En octobre 1936, deux ans après la mort de l'astronome Benjamin Baillaud (1848-1934), le conseil municipal voulut lui rendre hommage en donnant son nom à une rue proche de l'observatoire de Toulouse (actuel no 1 avenue Camille-Flammarion).
C'est le 25 janvier 2011 que l'esplanade qui se trouve à hauteur de l'accès de la station de métro Jolimont, au cœur de la résidence du Domaine de Jolimont, est nommée en l'honneur de Claude Nougaro (1929-2004). Il existe également une école maternelle et une école élémentaire, un collège, un jardin et une station de métro – tous dans le quartier des Minimes – nommés en son hommage.